# Acronim
În lingvistică, un acronim este prescurtarea unei sintagme, de regulă păstrându-se segmente inițiale ale cuvintelor și ale componentelor de cuvânt compus cu sens lexical. Acestea sunt fie doar segmente mai mari de o literă, fie numai litere inițiale, fie o combinație a ambelor, gruparea lor fiind citibilă silabic, adică precum cuvintele obișnuite.
Spre deosebire de abrevierile folosite numai în scris, de exemplu O (← oxigen), kg (← kilogram), I. L. Caragiale (← Ion Luca Caragiale), serg. (← sergent), d-ta (← dumneata), op. cit. (← opera citată), acronimele sunt folosite și în vorbire, alcătuirea lor fiind un procedeu de formare a cuvintelor ca unul din mijloacele interne de îmbogățire a lexicului. Ele interesează în primul rând lexicologia, dar și morfologia, care studiază și integrarea lor în sistemul limbii.

## Caracteristici ale acronimelor
Din punctul de vedere al compoziției lor, există mai multe feluri de acronime. Unele sunt formate numai din segmente de cuvânt mai mari de o literă, de obicei silabe:
ro  Plafar (← PLAnte FARmaceutice);
en  Eurolib (← EUROpean LIBrary project „Proiectul european pentru biblioteci”);
de  Gestapo (← GEheime STAatsPOlizei „poliția secretă de stat”);
hr  Nama (← NArodni MAgazin „magazin popular”);
hu  Főtáv (← FŐvárosi TÁVfűtő literal „termoficarea capitalei”).
Alte acronime se compun și din segmente mai mari de o literă, uneori cuvinte întregi, și din litere inițiale. Uneori se omite câte un cuvânt:
ro  ArhO (← ARHivele Olteniei);
fr  Ifremer (← Institut Français de Recherche pour l’Exploitation de la MER „Institutul Francez pentru Cercetarea și Exploatarea Mării”);
en  ''ALGOL (← ALGOrithmic Language „limbaj algoritmic”);
hr  Ina (← Indistrija NAfte lit. „industria petrolului”);
hu  Malév (← MAgyar LÉgiforgalmi Vállalat lit. „întreprinderea ungară de trafic aerian”).
Alte acronime sunt alcătuite numai din litere inițiale:
ro  SUA (← Statele Unite ale Americii);
fr  CAPES (← Certificat d’aptitude au professorat de l’enseignement du second degré „Certificat de aptitudine pedagogică pentru învățământul secundar”);
en  NATO (← North Atlantic Treaty Organization „Organizația Tratatului Atlanticului de Nord”);
hr  ULUH (← Udruženje likovnih umjetnika Hrvatske „Uniunea Artiștilor Plastici din Croația”);
hu  MÁV (← Magyar Államvasutak „Căile Ferate de Stat Ungare”).
Acestea sunt considerate totodată și sigle.
Acronimele sunt de multe ori abrevieri ale numelor unor organisme oficiale, instituții, state, partide, asociații, cluburi sportive, societăți comerciale, publicații etc. În acest caz sunt substantive proprii. Exemple:
ro  Asirom (← ASIgurarea ROMânească);
fr  OTAN (← Organisation du traité de l’Atlantique nord „Organizația Tratatului Atlanticului de Nord”);
en  UNESCO (← United Nations Educational, Scientific and Cultural Organization „Organizația pentru Educație, Știință și Cultură a Națiunilor Unite”);
hr  RIZ (← RadioIndustrija Zagreb lit. „întreprinderea de radiouri Zagreb”);
hu  Mabisz (← MAgyar BIztosítók SZövetsége „Uniunea Asiguratorilor Ungari”).
Există și acronime substantive comune:
fr  sida (← syndrome immuno-déficitaire acquis „sindrom imuno-deficitar dobândit”);
en  radar (← RAdio Detection And Ranging „detecție și localizare radioelectrică”);
hu  reptér (← REPülőTÉR „aeroport”).
În registrul familiar al limbii maghiare se întâlnește un acronim și de la o formulă de salut, viszlát (← VISZontLÁTásra „la revedere”).
În general, în acronime nu sunt reprezentate și cuvintele gramaticale, de exemplu:
ro  AGERPRES (← AGEnția Română (de) PRESă).
fr  ORSEC (← ORganisation (des) SECours „organizarea salvării”);
en  ASCII (← American Standard Code (for) Information Interchange „codul standard american pentru schimbul de informații”);
hr  HAZU (← Hrvatska akademija znanosti (i) umjetnosti „Academia Croată de Științe și Arte”);
hu  IBUSZ (← Idegenforgalmi, Beszerzési, Utazási (és) Szállítási Rt. „S.A. de Turism, Achiziții, Călătorii și Transporturi”).
Sunt, totuși, și excepții, de obicei pentru a asigura pronunțarea silabică:
fr  Inserm (← Institut National de la Santé Et de la Recherche Médicale „Institutul Național al Sănătății și al Cercetărilor Medicale);
en  ENIAC (← Electronic Numerical Integrator And Computer „integrator și calculator numeric electronic”);
bs  ANUBiH (← Akademija Nauka i Umjetnosti Bosne i Hercegovine „Academia de Științe și Arte a Bosniei și Herțegovinei”).
Uneori, creatorii de denumiri și de acronime se străduiesc ca acestea să fie omonime ale unor cuvinte preexistente având o oarecare legătură semantică cu ceea ce denumesc. Exemple:
en  ESPRIT (← European Strategic Programme on Research in Information Technology „Programul strategic european de cercetare în tehnologia informației”) este omonimul cuvântului francez esprit „spirit”.
Erasmus (← EuRopean Action Scheme for the Mobility of University Students „Program de acțiune european pentru mobilitatea studenților din universități”) coincide cu numele lui Erasmus din Rotterdam.
hu  Denumirea partidului Fidesz (← Fiatal Demokraták Szövetsége lit. „uniunea tinerilor democrați”) este omonimă cu la  fides „credință, încredere”.
hr  Nama coincide cu pronumele personal de persoana I plural la cazul dativ, nama „nouă”.

## Integrarea acronimelor în sistemul limbii
Acronimele trec printr-un proces de lexicalizare, adică sunt integrate în sistemul limbii în calitate de cuvinte. Aceasta constă în aceea că, în funcție de natura lor și de caracteristicile limbii date, primesc determinanți abstracți, li se atribuie un gen gramatical, primesc formă de plural, se declină și devin cuvinte bază pentru formarea de cuvinte prin alte procedee. Exemple:
fr  CAPES – cu articol hotărât masculin singular, le CAPES; derivat: capésien, -ne „deținător, -oare al/a CAPES-ului”;
hr  ZET (← Zagrebački električni tramvaj lit. „tramvaiul electric din Zagreb”) – derivate: Zetov „al/a/ai/ale ZET-ului”, Zetovac „angajat la ZET”;
ULUH – cu adjectiv demonstrativ masculin, ovaj ULUH „această UAPC”;
Nama – la genitiv feminin singular, Name „al/a/ai/ale magazinelor Nama”;
hu  ELTE (← Eötvös Loránd Tudományegyetem «Universitatea „Eötvös Loránd”» – derivat, ELTE-s „student(ă) la UEL”;
Fidesz – derivat, fideszes „mebru al Fidesz”.
Cuvântul englezesc yuppie a fost creat de la bun început cu sufixul lexical -ie, din sintagma young urban professional „profesionist orășean tânăr”, apoi după modelul acesta s-a format buppie (← black urban professional „profesionist orășean negru”) și guppie (← gay urban professional „profesionist orășean homosexual”).
Precum cuvintele în general, și acronimele fac obiectul unor împrumuturi. Astfel, unele formate în limba engleză au fost preluate de mai multe limbi, ex. UNESCO, NATO, laser, radar, AIDS „SIDA”. Limba română a împrumutat din franceză acronimul SIDA.
Gradul de integrare a acronimelor se reflectă și în scrierea lor. Cel mai bine integrate sunt unele substantive comune care nici nu mai sunt simțite ca acronime, scriindu-se cu minuscule. De exemplu laser, scris ca în engleză, se pronunță după regulile limbilor care au preluat cuvântul. În maghiară i s-a schimbat scrierea în lézer, imitând pronunțarea engleză.
Scrierea acronimelor nu este unitară nici în cazul uneia și aceleiași limbi. În general nu se scriu cu puncte nici cele formate numai din inițiale. În privința scrierii acronimelor cu majuscule sau minuscule, pentru limba română, DOOM 2 nu dă reguli.
Nici în ortografia franceză nu sunt date reguli, ci numai recomandări. Una dintre acestea se referă la scrierea numai cu minuscule a acronimelor complet lexicalizate ca substantive comune (ex. ovni „O.Z.N.”, laser, radar, sida), și numai cu majuscule a numelor proprii, ex. OTAN.
Comisia Europeană dă ca regulă pentru documentele sale, indiferent de limbă, scrierea acronimelor care conțin segmente inițiale mai mari de o literă cu minuscule și cu inițială majusculă, dar cu unele excepții. Exemple:
ro  Cedefop (← Centrul European pentru Dezvoltarea Formării Profesionale);
fr  Cenelec (← Comité européen de normalisation électrotechnique „Comitetul European de Standardizare în Electrotehnică”);
en  Europol (← European Police Office „Oficiul European de Poliție”);
fr  CEPOL (← Collège européen de police „Colegiul European de Poliție”);
en  CORDIS (← Community Research and Development Information Service „Serviciul comunitar de informare privind cercetarea și dezvoltarea”).
În ortografia maghiară sunt date reguli precise:
- acronimele substantive comune se scriu numai cu minuscule, ex. trafó (← transzformátor „transformator”);
- cele proprii cu segmente mai mari de o literă – cu inițială majusculă, ex. Műpa (← Művészetek Palotája „Palatul Artelor”);
- cele proprii din litere inițiale – numai cu majuscule, ex. DE (← Debreceni Egyetem „Universitatea din Debrețin”).

În Barić 1997, unele exemple sunt date cu variante, ex. RIZ sau Riz, ZET sau Zet, ULUH sau Uluh, INA sau Ina.